# Sistema Speenhamland
El sistema Speenhamland (o acuerdos de Speenhamland) fue un sistema asistencial creado en 1795 por los jueces y personas de orden del distrito de Berkshire, quienes se reunieron en Speenhamland para debatir cómo hacer frente a la hambruna que estaba padeciendo la población del territorio como consecuencia de la inflación. Los magistrados descartaron la opción de establecer un salario mínimo para los trabajadores y en su lugar tomaron la decisión de crear un subsidio para los pobres.
El sistema speenhamland tendría como finalidad la de complementar las rentas de las familias jornaleras cuyos ingresos no fueran suficientes para cubrir las necesidades básicas de alimentación y vivienda. El subsidio sería financiado con un impuesto negativo sobre la renta de los contribuyentes. Los jueces fijaron como referencia un nivel de ingreso mínimo que variaba según el número de miembros de cada familia y el precio del grano en el mercado en cada momento. Por tanto, si sube el precio del pan también lo haría proporcionalmente el subsidio.

## Antecedentes

### Ley de pobres
La ley de pobres isabelina promulgada en el siglo XVI, había creado un sistema según el cual a los automáticamente desempleados debía buscárseles un empleo o consignarlos a los asilos (workhouses). Los auténticamente vagos serían castigados y confinados en correccionales, bajo condiciones bastante duras. La financiación de este nuevo sistema corría a cargo de la autoridad local y se basaba en la recién creada contribución sobre las propiedades. Por tanto, la aplicación de la nueva ley quedaba en manos de los jueces de paz, que constituían dicha autoridad local.
En esa época se distinguían cuatro tipo de pobres:
- los ancianos, los enfermos crónicos y los infantes demasiado pequeños para trabajar;
- los inhabilitados temporalmente debido a un accidente o a una enfermedad;
- los desempleados, y
- los vagos, categoría muy flexible que dependía para su aplicación de los humores, costumbres y temperamentos locales de la parroquia de que se tratase.

Las autoridades descubrieron que mantener a los pobres en instituciones resultaba más costoso que proporcionarles algún magro subsidio a fin de ayudarlos a mantenerse a sí mismos. 

### Ley de Asentamientos
La categoría de "desempleados" y "vagos" provoca la llegada de la ley de Asentamientos, la cual impedía que un recién llegado a una parroquia pudiera asentarse irregularmente en ella y se convirtiera en carga económica adicional para los habitantes de la misma.

Para evitar que ningún distrito se viese inundado por los pobres de otras demarcaciones, se promulgaron estrictas disposiciones sobre asentamientos, prohibiendo que los pobres se moviesen de unas parroquias a otras.
El rescate de la historia,  Ed Rayner y Ron Stapley

Estimuló una cacería inmisericorde de "extraños", particularmente si se trataba de mujeres embarazadas cercanas a dar a luz, a las que se ahuyentaba de una parroquia a otra. También como resultado del creciente número de indigentes, se establecieron en muchas parroquias, particularmente en las más ricas, casas o refugios de menesterosos manejados por concesiones a personas que generalmente sólo velaban por su beneficio económico, con la consecuente cadena de corrupciones y venalidades.

### Incremento de la población
A finales del siglo XVIII aparece una nueva categoría de pobres: los que a pesar de tener un empleo no ganaban un salario suficiente para mantener a su familia, sobre todo si esta era grande. 
La principal causa por la que hubo un incremento en la población fue por la llegada de la revolución industrial y el capitalismo. La burguesía industrial pudo ofrecer mejores salarios que la aristocracia terrateniente por lo que desembocó en un aumento de los salarios generales y en el nivel de vida, además el sector de la salud pública mejoró considerablemente con el uso de la inoculación contra la viruela. Esta técnica fue introducida alrededor de 1720 en Inglaterra por Lady Mary Wortley Montagu; Edward Jenner descubrió casi a finales del siglo el método de la vacunación y desarrolló una vacuna contra la viruela, logrando un control casi total de la mortal enfermedad. El resultado de esto fue la reducción drástica de la mortalidad infantil y por lo tanto, familias más numerosas.
El incremento poblacional requirió, como parte del salario, apoyos económicos para el sostén de la familia, los cuales se empezaron a dar en la forma de una escala móvil basada en el precio del pan. 

Los jueces del condado de Berkshire, reunidos en Speenhamland, establecieron un subsidio para los trabajadores cuyos ingresos estuvieran por debajo de un nivel dado, determinado por el precio del pan y el número de miembros de su familia.
La economía laboral en el período clásico de la historia del pensamiento económico, Rodríguez Caballero, J.. (2003)

## Fin del sistema
Transcurridos pocos años, el sistema de Speenhamland pasó a ser sinónimo de las disposiciones de la ley de pobres isabelina de 1601. Ed Ryner y Ron Stapley mencionan que el sistema sufrió de una "falta de uniformidad": 
El sistema Speenhamland se extendió rápidamente a otros condados rurales del sur de Inglaterra principalmente, y tuvo varios efectos contraproducentes. El más importante es que llevó a los empresarios a reducir al máximo los salarios que pagaban a sus trabajadores, a sabiendas de que la diferencia entre éstos y el nivel de ingresos mínimo sería pagada por los contribuyentes a través del subsidio.
```

```

El baremo empezó a ser utilizado para dar un complemento a los jornaleros del campo que no ganaban lo suficiente. Es decir, que degeneró en un sistema de subdsidio a los salarios, de modo que los terratenientes pagaban menos a sus jornaleros y la providencia pública cubría la diferencia. (...) Las escalas variaban a menudo y además había diferencias considerables entre distrito y distrito. (...) Era un asunto de administración local.

 Otro efecto es que fijaba a los beneficiaros del subsidio en sus respectivas parroquias, pues marcharse suponía perder el derecho a recibirlo. En consecuencia, el subsidio estimulaba a los trabajadores a permanecer en el campo y limitaba la necesaria movilidad de la fuerza de trabajo que requiere la industrialización.
Además, quienes son detractores le echan la culpa al sistema de la carencia emergente después de las guerras napoleónicas, a pesar de que el sistema había sido creado, en parte, para ayudar a los pobres que habían sufrido las consecuencias de dichas guerras.
El  sistema Speenhamland  fue abolido posteriormente con la aprobación por el parlamento de la enmienda a la Ley de Pobres (Poor Lew Amendment Act) en 1834, que hizo desaparecer todas las ayudas excepto las destinadas a los enfermos y los ancianos.

## Críticas relacionadas
Sir Frederick Morton Eden, economista y político social, habla sobre la economía "doméstica", como la dieta, el vestido y la habitación en su obra The State of the Poor: Or the History of the Labouring Classes in England from the Norman Conquest to the Present Period (1797). Dividida en tres tomos, Eden hace un recuento de la literatura que se produjo desde dos siglos anteriores y hace un recuento histórico sobre la legislación en la materia de pobreza. Además, en dicha obra, Eden caracteriza el problema, supuso planes para aliviar la pobreza, pero no proponía verdaderas soluciones.  

Eden criticó la Ley de Regulación de los Salarios (...) y la Ley de Ayuda (...), argumentando que ambas minaban el esfuerzo individual, alentaban la pereza y usurpaban el papel de la caridad, siguiendo así los lineamientos de libertad individual que Smith había defendido".

Para Adam Smith la Ley de Asentamientos significaba una "violación a la libertad natural y a la justicia". Señaló que "a menudo [era] más arduo para un pobre cruzar las fronteras artificiales de su parroquia que cruzar una montaña o un brazo del mar".
Entre las críticas más modernas está la de Immanuel Wallerstein, quien afirma que el Sistema Speenhamland fue llevado a efecto por el gobierno británico debido a intereses políticos, principalmente el miedo a un levantamiento popular, como había ocurrido en la Revolución Francesa. Y en este sentido tuvo éxito. Además Wallerstein dice que Speenhamland, junto a las Leyes de Antiasociación, tenía el potencial de elevar el salario mínimo, en vez de bajarlos como terminó haciéndolo.